# Allobates fuscellus
Allobates fuscellus (Morales, 2002) è un anfibio anuro appartenente alla famiglia degli Aromobatidi.

## Distribuzione e habitat
È presente nel bacino amazzonico nel Brasile occidentale e nel Perù nordorientale, presumibilmente nella adiacente Colombia e forse nella Bolivia settentrionale.